# Absinthe (cheval)
Абсент
Vous lisez un « bon article » labellisé en 2021.
Pour les articles homonymes, voir Absinthe.
Absinthe (en russe : Абсент, nommé « Absent » dans certaines transcription du russe) est un étalon noir de race Akhal-Teké, né en 1952 au Kazakhstan sous l'Union des républiques socialistes soviétiques. Repéré par le maréchal Semion Boudienny, ce fils de l'étalon Arab obtient le premier record du monde au nombre de titres olympiques dans la discipline du dressage, avec les cavaliers soviétiques Sergueï Filatov et Yvan Kalita.
Sa performance aux Jeux olympiques de Rome en 1960 avec Filatov, qui leur vaut la médaille d'or individuelle de la discipline, est très largement appréciée et commentée, devenant une référence du dressage. Elle participe aussi à faire connaître la race Akhal-Teké et l'équitation russe.
Absinthe est considéré comme le meilleur cheval de sport olympique des années 1960, et le plus célèbre cheval d'URSS. Il est renvoyé au haras au Kazakhstan par Boudienny après sa carrière sportive, et devient le père de plus de soixante poulains, dont plusieurs remontent l'équipe soviétique de dressage durant les années 1970 et 1980.

## Dénomination
D'après Jean-Louis Gouraud, ce cheval a pour nom d'origine « Absinthe » (Абсент), mais il est souvent nommé « Absent » dans les sources occidentales, en raison d'une erreur de transcription des caractères cyrilliques du russe (les caractères cyrilliques « Абсент » ressemblent aux caractères latins du mot « Absent »). Ainsi, l'ouvrage de référence de la Fédération équestre internationale, Anthologie des sports équestres (entre autres sources), transcrit le nom de ce cheval sous la forme « Absent » en caractères latins.
La traductrice de l'ouvrage d'Igor Bobilev, Le grand livre du cheval en Russie (1977), a traduit au contraire le nom russe de ce cheval par « Absinthe » en français.

## Histoire
Absinthe naît en 1952,, au haras N°49 de Djamboul (Джамбул),. En 1955, le cheptel de chevaux Akhal-Teké du haras de Djamboul est transféré à Lugovskoy (village de Lugovoe, désormais nommé Kulan).
D'après le média kazakh Vox Populi, Absinthe commence son apprentissage du dressage en 1955 à l'école équestre d'Almaty, où il est formé par Karim Assenov. Lors de la Spartakiade des Peuples d'URSS en 1956, Karim Assenov participe au Petit Prix et termine à la 4e place avec Absinthe. Le jeune étalon se produit sur l'hippodrome de Moscou cette même année. Après cela, il retourne au Kazakhstan.
En 1958, Absinthe est présenté au Centre panrusse des expositions de Moscou, où il est sacré champion de sa race. Il y est remarqué par les entraîneurs du cavalier soviétique de très haut niveau Sergueï Filatov (ou par Filatov lui-même), dans le cadre d'une recherche de monture de compétition d'envergure internationale,,. Absinthe, jusqu'alors formé pour le saut d'obstacles, est transféré à Moscou où il est formé exclusivement pour le dressage.
Un témoignage porte sur la manière dont Filatov a appris le passage à Absinthe : l'étalon avait l'avance nécessaire mais il n'abaissait pas son métacarpe verticalement ; Filatov a utilisé une longue perche avec un angle de barre directement à partir de sa selle lorsqu'il travaillait sur le passage, en la substituant aux membres antérieurs de son cheval, afin de lui enseigner ce mouvement.
Durant l'été 1959, Filatov et Absinthe se rendent à Leipzig pour une exposition agricole des pays socialistes. Ils se classent ensuite seconds aux compétitions de qualification pré-olympique à Saint-Gall, à un point derrière le vainqueur,. Le couple participe aux championnats d'Europe de dressage à Aix-la-Chapelle et y décroche la médaille d'or. Ils font sensation aux Jeux olympiques d'été de 1960 à Rome, où ils surpassent tous leurs concurrents européens et américains. Filatov témoigne avoir reçu de nombreuses offres d'achat de riches occidentaux pour Absinthe, qu'il a toutes refusées.
Absinthe participe à une seconde olympiade avec Filatov, mais change de cavalier pour sa troisième olympiade, durant laquelle il est en effet confié à Yvan Katila. La raison officielle en est la dépendance de Filatov à l'alcool. Cependant, le fils de Sergueï Filatov, Eugène, évoque plutôt des raisons politiques.
Absinthe termine sa carrière sportive sur ordre de Budyonny, en 1969, à l'âge de 17 ans,. Il est alors transféré au Kazakhstan, au haras de Lugovskoy, pour devenir reproducteur à plein temps,. D'après les sources russes, il y reste reproducteur jusqu'en 1974, essentiellement pour l'élevage de la race Akhal-Teké,. D'après le journaliste Boris Valiev, Absinthe meurt en décembre 1974, à l'âge de 23 ans. Le magazine bulgare Anteni (numéro 62 de 1982) indique qu'Absinthe est mort en 1971.

## Description
Absinthe est un étalon de race Akhal-Teké, de grande taille et à la robe noire. Il est décrit comme très harmonieux physiquement. Sa tête noire est fine comme celle d'un Pur-sang, et il porte une marque blanche au front. Son encolure est arquée en forme de col de cygne. Il porte aussi quatre balzanes blanches au bas des jambes.
« Мягкие длинные линии, лебединая шея, необычайная легкость и грация движений были свойственны […]. »
— R. Nasyrov.
        
« De longues lignes douces, un col de cygne, une légèreté extraordinaire et la grâce du mouvement étaient caractéristiques […] »
Il est cependant reproché à Absinthe d'avoir un modèle plus proche du Pur-sang et du Trakehner que de celui d'un Akhal-Teké typique. La race Akhal-Teké n'est habituellement pas spécialisée dans le dressage, mais plutôt dans l'endurance et le saut d'obstacles. La lignée d'Arab, à laquelle Absinthe appartient, est la plus réputée pour le dressage.
L'étalon est connu pour son caractère têtu et son tempérament difficile à gérer, ce qui a été mentionné dans les mémoires conservées aux Archives centrales de l'État de la République du Kazakhstan, par K. Sh. Asenov. Les méthodes d'entraînement de Filatov sont découvertes par les organisateurs des Jeux olympiques sur place, en raison de difficultés de communication. Sergueï Filatov témoigne de la nature de son travail avec Absinthe dans son ouvrage paru en 1962, Рим рукоплещет (Rome applaudit) : 
« В работе Абсент был послушен, как ребёнок. После моих трудных занятий с Ингасом тренировать Абсента казалось особенно легко. Правда, он был очень нервный, крайне щепетильный. Наказать его шпорами нечего было и думать. Он очень бы бурно реагировал на такое наказание и долго бы его помнил. И я никогда за всю свою работу с ним не наказал его строго. »
— С. И. Филатов, Sergueï Filatov

« Absinthe était aussi docile qu'un enfant dans son travail. Après mes séances difficiles avec Ingus, entraîner Absinthe semblait particulièrement facile. C'est vrai, il était très nerveux, extrêmement délicat. Il était hors de question de le punir avec des éperons. Il réagirait très violemment à une telle punition et s'en souviendrait longtemps. Et je ne l'avais jamais, dans tout mon travail avec lui, puni sévèrement. »
— Sergueï Filatov

## Palmarès
À son époque, les commentateurs des Jeux olympiques considèrent Absinthe comme le meilleur cheval de sport au monde, le qualifiant même de « cheval du siècle » (notamment dans le journal soviétique officiel Pravda). Les sports équestres olympiques, particulièrement le dressage, sont dominés à l'époque par des chevaux européens plutôt lourds, issus de croisements entre le Pur-sang et des chevaux de traction, les « warmblood ». D'après les auteurs russes O. Kostikova et M. Ivanov, grâce à son modèle léger, Absinthe est alors surnommé le « cygne noir de l'Est ».
Les victoires d'Absinthe et Filatov s'inscrivent dans un contexte de forte progression des performances de l'équipe olympique de dressage équestre d'URSS,. En 1952, cette équipe se classait parmi les dernières de la discipline, avant de progresser lors de l'édition de 1956, puis de voir un couple cavalier-cheval soviétique décrocher le titre suprême en 1960. Dans sa thèse d'histoire russe, Alana Demers inscrit les performances d'Absinthe et de Filatov dans un contexte de transformation des chevaux en ambassadeurs de la culture soviétique, après une époque de guerre et de collectivisation qui s'est accompagnée de la mort de milliers de chevaux.

### Jeux olympiques de Rome en 1960
Avec le cavalier soviétique Sergueï Filatov, Absinthe remporte la médaille d'or individuelle de dressage aux Jeux Olympiques de Rome en 1960,,. Le marquis de Saint-Cyr, un cavalier suédois, était le grand favori, car détenteur de la médaille d'or de dressage depuis 1952. Filatov, invaincu depuis 1957 dans son pays d'origine, est le meilleur cavalier soviétique présent, l'autre cavalier soviétique de la compétition étant Yvan Kalita. Absinthe est considéré comme le « cheval parfait » dans sa discipline.
La compétition se déroule en deux temps : une phase de qualifications, puis une phase pour déterminer le vainqueur. Saint Cyr, qui passe le premier, réalise une performance médiocre au regard de ses capacités. La performance d'Absinthe et de Filatov, caractérisée par une monte en légèreté, suscite de nombreux commentaires parmi les spectateurs, habituellement silencieux durant les compétitions de dressage. L'harmonie du couple est jugée parfaite, avec notamment un maintien constant de l'impulsion.
« Мой верный друг и партнер ходил безукоризненно, полностью подчиняясь моей воле, и ни разу не позволил себе сделать нечеткого рисунка фигуры или самовольничать. Все было настолько четко, красиво, изящно и грациозно, что и самым придирчивым судьям мы не дали повода снизить нам балл »
— С. И. Филатов, Sergueï Filatov

« Mon fidèle ami et partenaire marchait parfaitement, obéissant complètement à ma volonté, et pas une seule fois ne s'est permis de réaliser une figure indistincte ou d'être dans l'à-peu-près. Tout était si clair, beau, élégant et gracieux que nous n'avons même pas donné aux juges les plus pointilleux une raison de baisser notre score. »
— Sergueï Filatov
Le passage, le piaffer et le changement de pieds d'Absinthe sont particulièrement appréciés par les juges et commentateurs. Le seul défaut qui lui est reproché est une tendance à baisser sa tête et ouvrir sa bouche. L'esthétique du couple est également commentée : le costume des compétitions étant noir et blanc, et Absinthe étant de robe noire avec des décorations de couleur blanche dans la crinière et la queue, cavalier et cheval sont comparés à une œuvre d'art en action.
Cavalier et cheval sont très largement applaudis à leur sortie de piste,. Absinthe devient le premier cheval champion olympique d'URSS. Dans les médias russes, cette performance pour les sports équestres en URSS est alors comparée au vol du premier homme dans l'espace,.

### Autres éditions olympiques
Le couple décroche ensuite une médaille de bronze en individuel aux Jeux Olympiques de Tokyo en 1964,,, ainsi que par équipes,. En 1968, Absinthe décroche une médaille d'argent par équipes aux Jeux Olympiques de Mexico avec Yvan Kalita, devenant à cette occasion le cheval titulaire du record au nombre de médailles olympiques en dressage,,,. Il termine à la 4e place en individuel.

## Origines
La robe d'Absinthe est noire, ce qui est inhabituel car son père et sa mère ne sont pas de la même couleur que lui.
Le père d'Absinthe est Arab, un étalon Akhal-Teké de robe grise, né en 1930. Arab (surnommé Kazbek à l'armée) a participé en 1935 au célèbre raid pour chevaux couru entre Achgabat et Moscou, après quoi il a été présenté au maréchal Boudienny,. Pendant 12 ans, il a remporté à plusieurs reprises des compétitions dans toute l'Union soviétique,.
La mère d'Absinthe est Baccarat, une jument Akhal-Teké de robe baie ou bai dun, née en 1944,.

## Descendance
Durant ses 23 années de vie, Absinthe a donné environ 70 poulains (68 selon Valiev),. La plupart sont devenus des chevaux de sport ou de spectacle. Ses descendants, notamment Dombai, Abakan et Arguva, ont remonté avec succès l'équipe soviétique de dressage. Abakan a été monté par Yelena Petushkova. Elle remporte avec lui la Coupe du monde de dressage de 1978 et le Championnat d'Europe la même année ; elle se préparait pour les Jeux olympiques, mais l'étalon meurt en 1980.
Ak-Bulak (ou Akbulak, en fonction des transcriptions), un fils d'Absinthe né au Kazakhstan et qui lui ressemble beaucoup, remporte la rosette rouge (le plus haut titre) au Championnat national soviétique de 1978, monté par la jeune cavalière lettone Gune Loja,.

## Postérité
D'après l'étude de Victor et  Jennifer Louis, la performance olympique d'Absinthe et de Filatov en 1960 reste une référence sportive dans toute l'URSS pendant au moins deux décennies. En 1975, un film documentaire réalisé par Oraz Abishev et intitulé Absinthe - le fils d'Arab et Bakara, est sorti chez Kazakhfilm,. Ce film a été tourné après la tournée d'adieux de Filatov. Absinthe a aussi été un sujet artistique en peinture, ainsi que le sujet de livres. Grâce à ses performances sportives, il est devenu l'un des ambassadeurs de la race Akhal-Teké à travers le monde,. Absinthe est aussi considéré comme le plus célèbre cheval d'URSS,. Les Jeux olympiques de 1960 ont été les premiers jeux olympiques d'été à être diffusés à la télévision dans toute l'Europe.
En 1977, une plaque commémorative est placée sur le site de l'enterrement d'Absinthe, près des écuries du haras de Lugovsk. Quelques mois plus tard, un monument d'hommage à Absinthe, une sculpture en cuivre forgée par E. N. Gilyarov, est érigé au centre de ce même haras,. La presse de l'époque commente le fait qu'aucun cheval au monde n'aurait encore reçu un tel honneur, ce que Boris Valiev analysé à postériori comme une offense envers le cavalier Sergueï Filatov. Selon plusieurs commentateurs dont Tatyana Livanova, autrice de nombreuses publications sur les chevaux, « l'Absinthe représenté par ce monument n'est pas du tout ressemblant »,.
Il existe aussi deux sculptures en bronze réalisées immédiatement après les Jeux de Rome par I. I. Kozlovsky, et représentant cette fois Absinthe sous la selle de Filatov : l'une d'Absinthe effectuant le piaffer, et l'autre d'Absinthe en position statique.